# Целинский район
Цели́нский райо́н — административно-территориальная единица (район) и муниципальное образование (муниципальный район) в составе Ростовской области Российской Федерации.
Районный центр — посёлок Целина. Расстояние до Ростова-на-Дону — 135 км.

## История
Район образован в 1923 году под названием Западно-Коннозаводческий (земли района до революции принадлежали коннозаводчикам), позже вошёл в состав Сальского округа. Всё население района (в нынешних границах) проживало в основном на территории, впоследствии отошедшей к Среднеегорлыкскому и Лопанскому сельсоветам. В 1930 году был переименован в Гигантовский,(центр района находился в поселке Гигант) затем упразднён, а его территория была присоединена к Сальскому району. На основании постановления Президиума ВЦИК РСФСР и постановления президиума Азово-Черноморского крайисполкома от 28 декабря 1934 года о разукрупнении районов Азово-Черноморского края был образован Целинский район с центром в пос. Целина. Район был образован в основном за счет территории бывшего Гигантовского (Западно-Коннозавдческого) района.В 1963 году упразднён, территория вошла в состав Егорлыкского района. В 1965 году образован вновь.

## География
Целинский район расположен на юге области и граничит: на севере — с Зерноградским и Сальским районами, на востоке — с Сальским районом, на юге — с Песчанокопским районом и районами Краснодарского края, на западе — с Егорлыкским и Зерноградским районами области.

## Население
| 2002    | 2009    | 2010    | 2011    | 2012    | 2013    | 2014    | 2015    | 2016    |
| ------- | ------- | ------- | ------- | ------- | ------- | ------- | ------- | ------- |
| 36 742  | ↘33 274 | ↗33 690 | ↘33 565 | ↘32 904 | ↘32 300 | ↘31 883 | ↘31 506 | ↘31 147 |
| 2017    | 2018    | 2019    | 2020    | 2021    |         |         |         |         |
| ↘30 706 | ↘30 205 | ↘29 830 | ↘29 530 | ↗29 957 |         |         |         |         |

Национальный состав
По итогам переписи населения 2020 года проживали следующие национальности (национальности менее 0,1 % и другое см. в сноске к строке «Другие»):
| Национальность | Численность, чел. | Доля     |
| -------------- | ----------------- | -------- |
| Русские        | 24 060            | 85,28 %  |
| Турки          | 1578              | 5,59 %   |
| Армяне         | 765               | 2,71 %   |
| Цыгане         | 390               | 1,38 %   |
| Аварцы         | 246               | 0,87 %   |
| Чеченцы        | 223               | 0,79 %   |
| Азербайджанцы  | 171               | 0,61 %   |
| Украинцы       | 117               | 0,41 %   |
| Рутульцы       | 70                | 0,25 %   |
| Грузины        | 48                | 0,17 %   |
| Другие         | 546               | 1,94 %   |
| Итого          | 28 214            | 100,00 % |

## Административное деление
В состав Целинского района входят 9 сельских поселений:
1. Кировское сельское поселение (посёлок Вороново; хутор Бочковой; хутор Веселый; хутор Красный Юг; хутор Майский; хутор Образцовый; хутор Партизан; хутор Первомайский; посёлок Полянки; хутор Самарский; хутор Свободный; хутор Северный; хутор Старченский)
2. Лопанское сельское поселение (село Лопанка; станица Сладкая Балка)
3. Михайловское сельское поселение (село Михайловка; хутор Благодарный; хутор Благодатный; хутор Владикарс; село Петровка; село Плодородное; хутор Привольный; хутор Селим; хутор Хлебородный)
4. Новоцелинское сельское поселение (посёлок Новая Целина; посёлок Коренной; посёлок Лиманный; посёлок Малая Роща; посёлок Суховка; посёлок Тихий; посёлок Холодные Родники)
5. Ольшанское сельское поселение (село Ольшанка; село Богдановка; село Васильевка; село Головановка; село Журавлевка; хутор Калинин; хутор Мельников; хутор Обильный; хутор Орджоникидзе; хутор Пушкина; хутор Родионовка)
6. Среднеегорлыкское сельское поселение (село Средний Егорлык; хутор Дачный; хутор Новодонской; хутор Чичерин)
7. Хлеборобное сельское поселение (село Хлеборобное; хутор Васильевка; хутор Ивановка; хутор Новая Жизнь; хутор Одинцовка; хутор Петровка; хутор Родионовка; хутор Тамбовка; село Хлебодарное)
8. Целинское сельское поселение (посёлок Целина)
9. Юловское сельское поселение (посёлок Юловский; хутор Андропов; село Дубовка; хутор Зелёная Балка; хутор Карла Либкнехта; хутор Карла Маркса; хутор Кугульта; хутор Одинцовка; хутор Рассвет; хутор Смидовича; село Степное)

## Экономика
Приоритетной отраслью района является сельское хозяйство, которое имеет зерново-скотоводческое направление. Основные виды продукции — зерно, подсолнечник, мясо, молоко.
Наибольший удельный вес в структуре промышленного производства в Целинском районе занимает мукомольно-крупяная промышленность (44 %), машиностроение и металлообработка (34 %), пищевая промышленность (13 %).

## Достопримечательности
Монументальные памятники
- Монумент воинам, павшим при освобождении станицы Сладкая Балка, и братская могила.
- Обелиск в посёлке Целина.
- Памятник воинам — освободителям Целинского района от немецко-фашистских захватчиков. В станице Целина в годы войны погибло более 150 мирных жителей. В январе 1943 года станица была освобождена.
- Памятники В. И. Ленину в населенных пунктах Воронов, Целина (2 памятника)[21].

Памятники археологии
- Курганная группа «Белая Юла I» (3 кургана).
- Курганная группа «Степное I» (2 кургана).
- Курганная группа «Благодарный II» (2 кургана).
- Курганная группа «Бочков I» (2 кургана).
- Курганная группа «Старченский III» (3 кургана).
- Курганная группа «Димитровка I» (3 кургана).

Всего на учёте в Целинском районе Ростовской области находится 109 археологических памятников.
Памятники природы
Памятник природы регионального значения «Балка Средняя Юла». Находится в 2 км к юго-востоку от хутора Зелёная Балка. Представляет собой три балки, вытянутые на север и северо-запад. Балки спускаются к пруду. Общая площадь памятника природы составляет 80 га.
Храмы и молитвенные дома
- Церковь Покрова Пресвятой Богородицы в посёлке Целина.
- Православная кирпичная часовня.